# 陽はまた昇る (2011年のテレビドラマ)
『陽はまた昇る』（ひはまたのぼる）は、2011年7月21日から9月15日まで毎週木曜日21:00 - 21:54に、テレビ朝日系列の「木曜ドラマ」枠で放送された日本のテレビドラマ。
2011年5月14日に放送された佐藤浩市主演のドラマ『最後の晩餐 〜刑事・遠野一行と七人の容疑者〜』の続編であり、主演は同じく佐藤浩市。脚本も前作同様、井上由美子が手掛けた。

## 概要
前作、『最後の晩餐 〜刑事・遠野一行と七人の容疑者〜』では刑事だった遠野一行（佐藤浩市）が警察学校の教官に転身し、若い訓練生とぶつかり合い、成長していく物語である。警察学校が舞台であるが、遠野の刑事時代の未解決事件も一緒に描かれていく。
キャッチコピーは「やさしさだけで生きる時代は、終わった。」。
出演者の相葉裕樹は、活動名変更後ドラマ初出演作品となった。

## キャスト

### 主要人物
遠野一行（とおの かずゆき）〈48〉
演 - 佐藤浩市
警察学校の新米教官で元警視庁捜査一課専任取調官（警部補）。前作『最後の晩餐 〜刑事・遠野一行と七人の容疑者〜』で、とある事件の責任をとって刑事を辞め、本作から警察学校に異動となる。
訓練生に対して鬼となって警察官として生きることの「覚悟」を厳しく突きつけていく。同時に今まで自分が顧みなかったものと向かい合っていく。
安西による警察学校占拠事件の際に安西を庇って重傷を負う。その後独断で安西に接触を図ったことなどにより依願退職扱いで警察を追い出されかけるも、宮田ら生徒達の呼びかけにより再び教官に復帰する。
宮田英二（みやた えいじ）〈22〉
演 - 三浦春馬
警察学校遠野教場の訓練生。東京都世田谷区出身。私立世田谷大学法学部卒。
何事も無難にこなす、今時風の若者。就職活動に失敗し、安定の生活と人生を求めて警察官採用試験を受けて合格する。
仲間思いの一面を持つが、悪い意味でナアナアであるために遠野や湯原と衝突する原因になることが多い。訓練において不真面目な態度を取ってはいるが、根は青臭い熱血漢であり、遠野との出逢いの中で、警察官として生きるために必要なものを全身で学んでいくことで表に出していく。
警察学校卒業後は地方の交番に勤務していた。
湯原周太（ゆはら しゅうた）〈22〉
演 - 池松壮亮（幼少期：杉山颯）
警察学校遠野教場の訓練生。神奈川県川崎市出身。神奈川県公立川崎大学工学部卒。
硬派でクールな若者。大学時代は射撃部に所属し、全国大会で3位の成績を修めた実力の持ち主。
父親も警察官で、オリンピック射撃競技の代表になるほど射撃の腕に長けていたが、暴力団員の銃弾に斃（たお）れ殉職した。その過去から、警察官になることに並々ならぬ思いを抱いており、クラス内でひときわ温度差を招き、特に不真面目な態度を取ることの多い宮田と度々口論になることもあったが、徐々に心を開き始める。

### 第1293期 警視庁警察学校訓練生
遠野教場〈クラス〉
松岡博敏（まつおか ひろとし）〈29〉
演 - 高橋努
教場長。長野県松本市出身。私立玉川大学経済学部卒。
妻と2人の子供がいる。山岳訓練中に3人目の子供が生まれる。社会人を経験しており、倒産しない会社という選択肢の中で警察官になることを決めた。
関根尚充（せきね たかみつ）〈22〉
演 - 南圭介
和歌山県和歌山市出身。私立和歌山大学工学部(夜間部)卒。
高校生の頃、非行に走った時に補導されその時に対応してくれた警察官に感銘を受け自分もこんな立派な人になりたいと思い警察官への道を選んだ。
瀬尾泰正（せお やすまさ）〈22〉
演 - 冨浦智嗣
東京都世田谷区出身。私立西南大学法学部卒。
警察官になることが幼い頃からの夢。警察オタクでミーハー過ぎる面がある。
初めて拳銃操法で銃を撃った記念に薬莢を持ち帰ってしまい、外泊禁止処分となった。
上野哲也（うえの てつや）〈23〉
演 - 北村友彦
千葉県柏市出身。私立東西関東大学社会学部卒。
銃を撃つことに恐怖心と抵抗感があったが仲間の助けで立ち直る。食べることが好きで肥満体。
内山由隆（うちやま）〈22〉
演 - 伊阪達也
東京大学卒。国家公務員試験I種を受験するが不合格となったことを恥じている。
女子寮に侵入した罪を宮田になすり付けるも後に自分の行いを認め、宮田らと共に外泊禁止処分を受ける。
藤岡瑞樹（ふじおか みずき）〈22〉
演 - 中川真吾
山岳警備隊になることが昔からの夢で、体力には自信がある。
| - 中仙道彰〈23〉 - 相葉裕樹 - 荒屋翔〈24〉 - 佐伯大地 - 水上祐介〈22〉 - 康本将樹 - 和泉寛太〈22〉 - 久保勝史 - 永田純司〈23〉 - 石田亮介 - 下村幸輝〈22〉 - 福谷孝宏 - 神崎礼音〈22〉 - 大楽聡士 - 蔵前源太〈22〉 - 四家聡 - 茂原大樹〈23〉 - 二階堂修 - 里見政志〈22〉 - 深井邦彦 - 児玉友治〈25〉 - 菊池拓人 | - 平田信博〈22〉 - 浦坂佳右 - 高畠賢人〈22〉 - 尾形直哉 - 恩田孝明〈24〉 - 山本哲平 - 栗原聡史〈23〉 - 安岡新八 - 深堀秀明〈23〉 - 田中稔彦 - 原野三郎〈23〉 - 居垣寿典 - 大森敬吾〈23〉 - 杉山健一郎 - 長谷川康秀〈22〉 - 井上仁徳 - 近江翔太郎〈22〉 - 鐘ヶ江佳太 - 松谷健志郎〈23〉 - 三浦俊英 - 沼尻豊〈22〉 - 矢部智之 |

その他の訓練生
- 小宮山チカ - ホラン千秋（入校式で任命辞令訓練生代表を務めた。上条教場の教場長）
- 新田茅乃 - 菜葉菜
- 橋本ユキエ - 藤井祥子（内山の恋人。内山はこの恋人に会うために女子寮に忍び込む）

### 警視庁警察学校職員
白石大地（しらいし だいち）〈32〉
演 - 波岡一喜
警察学校助教、遠野教場の副担任。階級は巡査部長。警察署勤務時代に捜査員から外された過去があり本庁で活躍していた遠野を尊敬している。
刈谷正子（かりや まさこ）
演 - 萩原利映
警察学校教官。
上条貴之（かみじょう たかゆき）
演 - 久松信美
警察学校教官。
今泉（いまいずみ）
演 - 坂田聡
拳銃操法術科教官。
立花琴美（たちばな ことみ）〈38〉
演 - YOU
タ庁警察学校嘱託医。専門は心療内科。遠野の厳しい教育に耐える訓練生たちのよき理解者である。
簑島佐和子（みのしま さわこ）〈45〉
演 - 真矢みき
警視庁警察学校初任教養部長。階級は警視。男には劣らない能力に自信とプライドを持つ。いつも男性口調で喋り「何様だ」が口癖。
型破りな遠野とは対立していたが、次第に彼の存在を認めていく。
内堀清次郎（うちぼり せいじろう）〈60〉
演 - 橋爪功
警視庁警察学校長。田中均の亡父と親友であり、田中均とその母を全力で支えた過去がある。

### その他
田中里美（たなか さとみ）〈47〉
演 - 石野真子
警察学校の近くにある「喫茶&スナック SUN」のママ。
田中みずほ（たなか みずほ）〈9〉
演 - 大野百花
里美の娘。
田中均（たなか ひとし）（故人）
演 - 大田正樹
里美の夫で元警察官。安西を追っているときに拳銃で撃たれ殉職する。
遠野奈津美（とおの なつみ）〈38〉
演 - 斉藤由貴
遠野の妻。前作『最後の晩餐 〜刑事・遠野一行と七人の容疑者〜』の中で幼なじみである安西とともに失踪し、音信不通になっている。署名済みの離婚届を遠野に郵送するも、最終話で死亡する。
安西雄哉（あんざい ゆうや）〈36〉
演 - ARATA
とある強盗事件に関わり、遠野と杉崎によって逮捕された。出所後、元恋人の奈津美に連絡を取り、行動を共にする。後に遠野教場の生徒30名を人質に取り、警察学校を制圧するも、最終話で逮捕される。
杉崎孝夫（すぎさき たかお）〈48〉
演 - 六角精児
警視庁刑事部捜査一課長。遠野の元上司で警察学校の同期。遠野とは対立することもあったが、その実力は認めている。最終話で、東十条署の署長に栄転する。

### ゲスト
第1話「鬼教官、誕生!」
- 八木沢鷹彦 - 成宮寛貴（最終話）

前作『最後の晩餐 〜刑事・遠野一行と七人の容疑者〜』での放火殺人犯。
- 吉岡博彦（レンタルビデオショップ強盗犯） - 柄本時生
- アキナ（宮田英二の彼女） - 垣内彩未（第2話）

第2話「くたばれ鬼教官!」
- 教官（警察学校職員） - 骨川道夫
- 警察官（千葉県警察地域課） - 若林幸樹

第3話「初めての拳銃」
- ニュースキャスター（警察官拳銃強奪事件を報道） - 加藤泰平（テレビ朝日アナウンサー）
- 湯原の父親（地域警察官 殉職） - 相澤一成

第4話「女子寮の指紋」
- 刑事（警視庁刑事部捜査一課） - 中田敦夫（第5 - 7話）、中村祐樹（第5 - 7・最終話）

安西の捜査を担当している。
- 看護師 - 水津亜子

第5話「絶体絶命…妻の涙」
- 刑事（所轄刑事課） - 高橋麻理

第6話「おとり捜査」
- 秘書（警視庁警察学校職員） - 小出ミカ

第7話「愛と憎しみの銃声」
- 警察官（神奈川県警察地域課） - 村岡弘之、横田遼
- 看護師 - 川先宏美（第8話）

第8話「殺意の教室…30人の人質」
- 管理官（特殊犯捜査係（SIT）） - 工藤俊作
- 富田（特殊犯捜査係制圧班（SIT）隊長） - 金山一彦
- 刑事（警視庁刑事部捜査一課） - 北出真也

最終話「卒業〜さらば愛しき教官」
- 倉持（警察庁刑事局刑事企画課監察官） - 神保悟志
- 久保田（警視総監） - 森次晃嗣

## スタッフ
- 脚本 - 井上由美子
- 音楽 - 江口貴勅
- 演出 - 秋山純（テレビ朝日）、今井和久（MMJ）
- 主題歌 - EXILE ATSUSHI「いつかきっと…」（rhythm zone）
- 選曲 - 石井和之
- CG - 日本映像クリエイティブ
- 技斗 - 村上潤
- ガンエフェクト - パイロテック
- 警察監修 - チーム五社（久保正行、倉科孝晴）
- プロデューサー - 黒田徹也（テレビ朝日）、清水真由美（MMJ）
- 制作著作 - MMJ
- 制作 - テレビ朝日

## 放送日程
| 話数                                                           | 放送日        | サブタイトル           | 演出     | 視聴率 |
| -------------------------------------------------------------- | ------------- | ---------------------- | -------- | ------ |
| 第1話                                                          | 2011年7月21日 | 鬼教官、誕生!          | 秋山純   | 13.5%  |
| 第2話                                                          | 2011年7月28日 | くたばれ鬼教官!        | 秋山純   | 09.5%  |
| 第3話                                                          | 2011年8月4日  | 初めての拳銃           | 今井和久 | 10.7%  |
| 第4話                                                          | 2011年8月11日 | 女子寮の指紋           | 今井和久 | 10.9%  |
| 第5話                                                          | 2011年8月18日 | 絶体絶命…妻の涙        | 秋山純   | 10.2%  |
| 第6話                                                          | 2011年8月25日 | おとり捜査             | 今井和久 | 10.5%  |
| 第7話                                                          | 2011年9月1日  | 愛と憎しみの銃声       | 秋山純   | 12.2%  |
| 第8話                                                          | 2011年9月8日  | 殺意の教室…30人の人質  | 今井和久 | 12.3%  |
| 最終話                                                         | 2011年9月15日 | 卒業〜さらば愛しき教官 | 秋山純   | 11.7%  |
| 平均視聴率 11.3%（視聴率はビデオリサーチ調べ、関東地区・世帯） |               |                        |          |        |